# James Brown Arena
 (mars 2025).
La James Brown Arena (anciennement l'Augusta-Richmond County Civic Center) est un complexe polyvalent situé à Augusta (Géorgie).